# فوکر بی.۱ (۱۹۲۲)
فوکر بی.۱ (۱۹۲۲) (به انگلیسی: Fokker B.I (1922)) یک هواپیمای ساختِ فوکر است . این هواپیما در ۱۹۲۲ میلادی نخستین پرواز خود را انجام داد.